# Sørig Kirke

Sørig Kirke, beliggende ca. 21 km nordvest for Frederikshavn, blev bygget i 1900-01, tegnet af arkitekt Vilhelm Ahlmann.
Kirken var en filial- og annekskirke under Tversted Kirke, kirken har nu eget sogn. Alterpartiet er fornyet i 1956.

## Kirkebygning
Kirken er bygget af røde mursten fra Eskær teglværk.
Taget er belagt med skifer og på vestgavlen er der en tagrytter eller spir, hvori klokken hænger.
Kirken er
20,7 m lang, 8,8 m bred og spiret er 22 m højt.
Indvendig er kor og skib ud i et, og loftet er med tøndehvælving. Der er 26 kirkestole
med ca. 6 pladser i hver.

## Inventar
Glasmosaikruden over alteret, i østgavlen, er udført af billedhuggeren og maleren Palle Bruun og forestiller Den sejrende Kristus, opsat på samme tidspunkt.
Døbefonten, støbt i bronze – er en knælende engel med dåbsfadet, en muslingeskal. Fonten er skænket af godsejer og etatsråd Jørgen Larsen, Gårdbogård, i 1901 og er en kopi af døbefonten i Middelfart Kirke, som er udført af Herman Wilhelm Bissen.
Votivskibet er en model af skoleskibet Georg Stage. Skibet er udført af den forhenværende sømand og tolder Karl Henriksen, Nørresundby. Hans forældre havde været pionerer ved opdyrkningen af hede og mose, og han tilbragte sin barndom i nærheden af Sørig kirke. Skibet blev hængt op i 1982.
Det første orgel blev opstillet i 1929 og blev erstattet af et nyt orgel i 1995 bygget af orgelbyggerfirmaet Jensen og Thomsen fra Hillerød. Orglet har 15 stemmer fordelt på to manualer og pedal.

## Historie
Omkring midten af 1800 tallet begyndte folk at bosætte sig på Tversted Rimmer og i Sørig-mose, hvilket resulterede i at før århundredeskiftet var befolkningen på egnen blevet til ca. 600-700 personer.
Vejene var på den tid meget dårlige, og der var langt for folk at gå til Tversted kirke, ca. 7 km, for at deltage i de gudstjenesten.
Derfor opstod den tanke at bygge en kirke i Sørig.
Et udvalg blev nedsat, og der blev søgt i ministeriet om bygning af en kirke i området. Svaret var positivt, staten bevilgede 18.500 kr., mod at beboerne selv skaffede 2000 kr. til en fond til drift og vedligeholdelse.

## Lapidarium
På nordsiden af kirken er anlagt et smukt lapidarium.

## Galleri
- Altar
- Døbefonten
- Orgelet
- Hovedrummet
- Lapidarium

## Eksterne kilder og henvisninger
- Sørig Kirke hos KortTilKirken.dk
- Charlotte Lydholm: Vejkirker og andre åbne kirker. Jylland, udg. af Kirkefondet i 2024. Se side 3.